# Giovanni Battista Volpe
Giovanni Battista Volpe (* um 1620 in Venedig; † 1691 ebenda), auch Rovettino genannt, war ein italienischer Komponist des Barock.
Giovanni Battista Volpe war ein Neffe von Giovanni Rovetta, Komponist und Kapellmeister am Markusdom, daher der Beiname. Volpe war ab 1645 Mitglied der Kapelle des Dogen. 1678 erhielt er die Stelle als erster Organist am Markusdom, die des Kapellmeisters 1690. Rovettino gilt als derjenige, der erstmals das begleitete Rezitativ (recitativo stromentato) in einer Oper einführte und zwar in „Gli amori di Apollo e di Leucotoe“. Das von ihm verfasste Traktat „Il prattico al cembalo“ gilt als verschollen.

## Werke
- Vesperi 8-stimmig (Venedig, 1691 verschollen)
- La costanza di Rosimonda (Aurelio Aureli) (1659, Venedig, Teatro Santi Giovanni e Paolo), Musik verschollen
- Gli amori di Apollo e di Leucotoe (Die Liebschaften des Apoll und der Leucothea, Aurelio Aureli), 3 Akte (1663 Venedig, Santi Giovanni e Paolo); einzig erhaltene Oper
- La Rosilena (Aurelio Aureli) (1664, Venedig, Santi Giovanni e Paolo), Musik verschollen